# Kerec
Kerec je priimek v Sloveniji, ki ga je po podatkih Statističnega urada Republike Slovenije na dan 1. januarja 2010 uporabljalo 444 oseb.

## Znani nosilci priimka
- Anton Kerec, slovenski književnik na Madžarskem
- Branka Kerec, bibliotekarka
- Darja Kerec, zgodovinarka, pedagoginja
- Inge Kerec, plesalka, koreografinja
- Ferenc Kerec, slovenski književnik na Madžarskem
- Janoš Kerec, slovenski književnik na Madžarskem
- Jožef Kerec (1892—1974), salezijanski misijonar in arhitekt
- Maruša Kerec, slovenska novinarka in radijska voditeljica
- Matej Kerec, fotograf
- Mihál Kerec, slovenski književnik na Madžarskem